# Dekanat mokotowski
Dekanat mokotowski – jeden z 25 dekanatów rzymskokatolickich archidiecezji warszawskiej wchodzącej w skład metropolii warszawskiej. W skład dekanatu wchodzi 9 parafii: 
- Parafia Najświętszej Maryi Panny Matki Kościoła na Ksawerowie, Ksawerów, ul. Domaniewska 20
- Parafia św. Kazimierza w Warszawie – na Sielcach, Sielce, ul. Chełmska 21a
- Parafia św. Stefana Króla w Warszawie – na Sielcach, Sielce, ul. Czerniakowska 137
- Parafia św. Maksymiliana Marii Kolbego w Warszawie – Służewiec, ul. Wincentego Rzymowskiego 35
- Parafia św. Andrzeja Boboli na Mokotowie, Stary Mokotów, ul. Rakowiecka 61
- Parafia św. Michała Archanioła na Mokotowie, Stary Mokotów, ul. Puławska 95
- Parafia św. Szczepana na Mokotowie, Stary Mokotów, ul. św. Szczepana 1
- Parafia Matki Bożej Anielskiej na Wierzbnie, Wierzbno, ul. Modzelewskiego 98a
- Parafia Najświętszej Maryi Panny Matki Zbawiciela na Wyględowie, Wyględów, ul. Olimpijska 82/84